# Kugisho R2Y2
Kugisho R2Y2 Keiun – niezrealizowany projekt japońskiego samolotu myśliwsko-bombowego z napędem odrzutowym przeznaczonego dla lotnictwa Japońskiej Cesarskiej Marynarki Wojennej. Projekt samolotu był daleko posuniętą modernizacją maszyny rozpoznawczej Kugisho R2Y1.

## Historia
Wraz z pogarszającą się sytuacją Japonii w walkach na Pacyfiku. Zdano sobie sprawę, że tak wyspecjalizowany samolot rozpoznawczy o bardzo dalekim zasięgu jakim był Kugisho R2Y1, nie jest potrzebny Japońskiej Cesarskiej Marynarce Wojennej. Wraz z kolejnymi sukcesami amerykanów obszar działania japońskiej marynarki malał coraz bardziej, a dostępne maszyny zwiadowcze między innymi Nakajima C6N doskonale wywiązują się z powierzanych im zadań. W zaistniałej sytuacji Pierwszy Arsenał Lotniczo-Techniczny Lotnictwa Marynarki (Kugisho) zaproponował zmianę przeznaczenia samolotu R2Y1 na maszynę myśliwsko bombową napędzaną silnikami odrzutowymi. Przygotowany przez wytwórnie projekt uzyskał akceptację Wydziału Technicznego Lotnictwa Cesarskiej Marynarki. Aby maksymalnie przyspieszyć pracę projektowe, podjęto decyzje, aby przyszły płatowiec był oparty w maksymalnym stopniu na budowanym prototypie R2Y1. Tym samym podjęto również decyzje, że R2Y1 będzie przedprototypem wersji docelowej R2Y2 i posłuży do zbadania poszczególnych systemów płatowca. Budowany drugi prototyp R2Y1 miał już zostać ukończony w końcowej konfiguracji jako R2Y2. Niestety badania w locie i na ziemi ukończonego R2Y1 nie wypadły pomyślnie. Samolot wzbił się w powietrze 8 maja 1945 roku (niektóre źródła podają jakoby miało to miejsce 5 maja), ale już kilka dni później, podczas testów silnika przeprowadzanych na ziemi, w wyniku awarii układu chłodzącego, jednostek napędowa uległa zniszczeniu w pożarze. W celu wymiany silnika samolot skierowano do wytwórni gdzie uległ on zniszczeniu podczas amerykańskiego bombardowania. Pomimo znacznego zaawansowania prac przy drugim prototypie R2Y1, budowanym w konfiguracji R2Y2, samolotu nie ukończono przed zakończeniem wojny.

## Konstrukcja
R2Y2 był wolnonośnym, jednoosobowym dolnopłatem o metalowej konstrukcji. Wolnonośne, klasyczne usterzenie, podwozie chowane, trójpodporowe z przednim podparcie. Przednia goleń do wnęki w kadłubie, golenie główne do wnęk w skrzydłach. Maszyna miała być uzbrojona w kilka (prawdopodobnie cztery działka kalibru 30 mm Typ 5 oraz posiadać możliwość przenoszenia do 800 kg bomb w wyrzutnikach podkadłubowych. Kadłub o konstrukcji półskorupowej, w którym przestrzeń po zdemontowanym silniku tandemowym Aichi YE2H wykorzystano do umieszczenia w jego miejsce zbiornika paliwa o pojemności 3220 litrów. Samolot napędzały dwa silniki odrzutowe Mitsubishi Ne-330 będące powiększoną kopią niemieckich jednostek napędowych BMW 003A.

## Wersje
- R2Y2 – projektowana wersja podstawowa, w której dwa silniki Mitsubishi Ne-330 umieszczone były w dwóch gondolach silnikowych pod skrzydłami po obu stronach kadłuba. Podobne rozwiązanie zastosowali brytyjscy konstruktorzy w samolocie Gloster Meteor.
- R2Y2 Kai I – wersja, w której silniki miały zostać umieszczone w kadłubie po obu jego stronach. Wloty powietrza do silników zainstalowano w przykadłubowej krawędzi natarcia skrzydła. Dysze wylotowe gazów silnikowych również umieszczone zostały przy kadłubie po obu jego stronach. Dzięki takiemu rozwiązaniu samolot miał mieć zdecydowanie bardziej aerodynamiczną sylwetkę a tym samym osiągać większą prędkość.
- R2Y2 Kai II – projektowana wersja, w której wlot powietrza do silników umieszczonych w kadłubie zainstalowany był z przodu samolotu na jego dziobie. Podobne rozwiązanie zastosowali radzieccy konstruktorzy między innymi w samolocie MiG-15. Wyloty gazów silnikowych pozostawiono bez zmian.

## linki zewnętrzne
- Zdjęcia modelu